# تنسای اوکامورا
تنسای اوکامورا (انگلیسی: Tensai Okamura؛ زادهٔ ۱۳ دسامبر ۱۹۶۱) کارگردان فیلم، پویانما، و فیلم‌نامه‌نویس اهل ژاپن است.